# Lisa Resch
Lisa Resch   (Garmisch-Partenkirchen, 4 d'octubre de 1908 - Garmisch-Partenkirchen, 31 de gener de 1949) va ser una esquiadora alpina alemanya que va competir durant la dècada de 1930. Junt a les seves compatriotes Christl Cranz i Käthe Grasegger van dominar l'esquí del període previ a la Segona Guerra Mundial.
En el seu palmarès destaquen vuit medalles al Campionat del Món d'esquí alpí, una d'or, quatre de plata i tres de bronze entre 1934 i 1939. El 1936, als Jocs Olímpics de Garmisch-Partenkirchen, fou sisena en la combinada del programa d'esquí alpí.
Morí el 1949, amb 40 anys, d'un atac de cor.